# Микільське (Сумський район)
Микі́льське —  село в Україні, у Сумській міській громаді Сумського району Сумської області. Населення становить 3 особи. Колишній орган місцевого самоврядування — Битицька сільська рада.

## Географія
Село Микільське знаходиться за 2,5 км від правого берега річки Псел, вище за течією на відстані 7 км розташоване село Могриця, нижче за течією на відстані 4,5 км розташоване село Битиця, на протилежному березі — село Вільшанка. По селу протікає струмок з греблею. Село оточене великим лісовим масивом (дуб).

## Історія
12 червня 2020 року, відповідно до розпорядження Кабінету Міністрів України № 723-р «Про визначення адміністративних центрів та затвердження територій територіальних громад Сумської області», село увійшло до складу Сумської міської громади.
19 липня 2020 року, в результаті адміністративно-територіальної реформи та ліквідації Сумського району(1923—2020), увійшло до складу новоутвореного Сумського району.

## Галерея

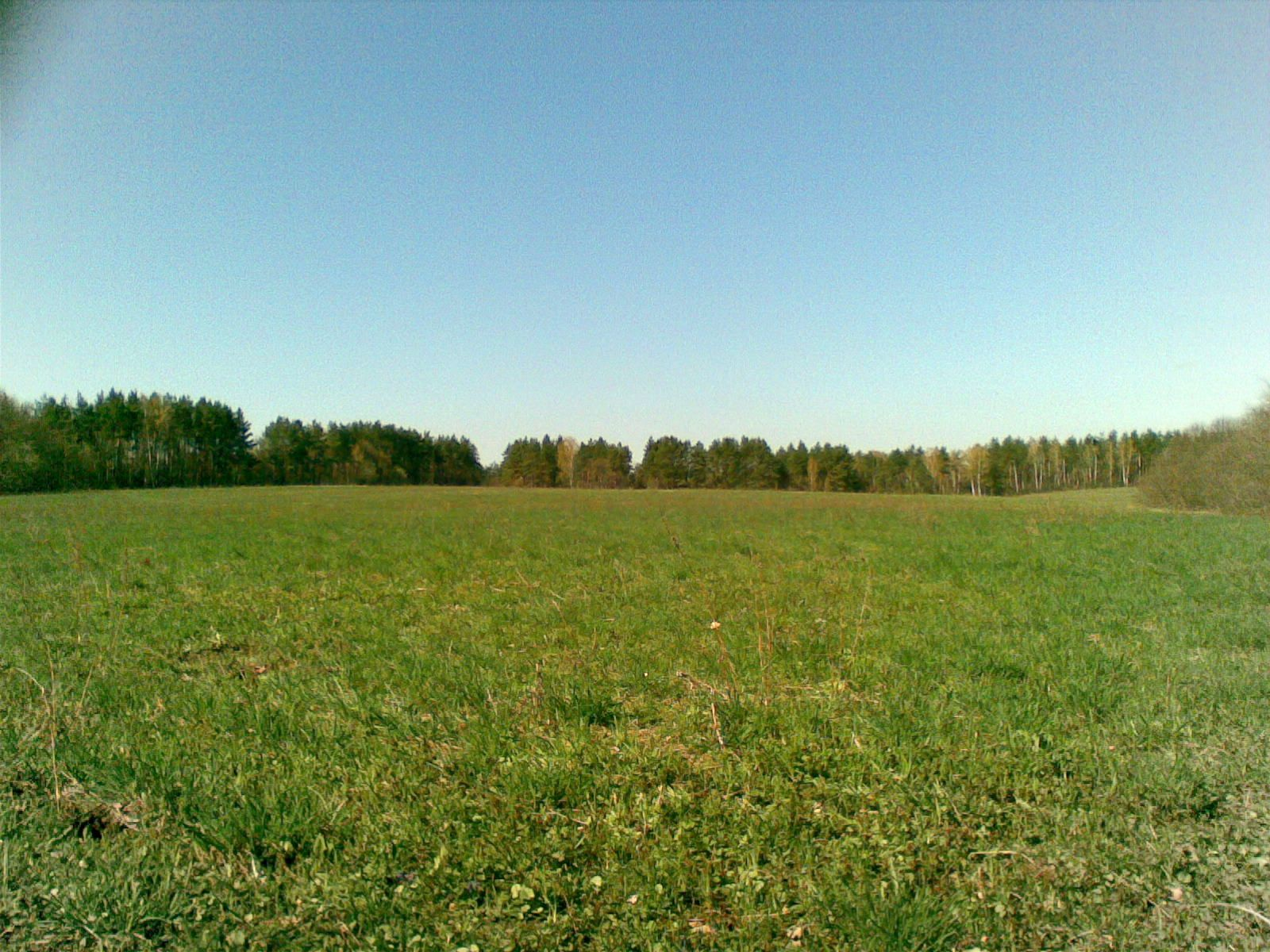
Краєвиди села